# Мухалі
Мухалі (Мукалі, Мухалай) (монг. Мухулай, трансліт. ᠮᠤᠬᠤᠯᠠᠢ; 1170–1223) — монгольський військовик, один із найближчих соратників Чингіз-хана.

## Життєпис
Походив з монгольського племені джалаїрів, клану білих. Народився 1170 року. Третій син Гуун-Ува. 1197 року батько відправив Мухалі разом з братом Буха на службу до Темуджина. Надалі від як один з чотирьох «богатирів-кулюков» або «чотирьох героїв» (дурбен кюлюд), які командували чотирма початковими загонами гвардії-кешіка Темуджина. Звитяжив у багатьох сутичках з монгольським племенем тайчиутів.
1199 року отримав титул нойона, очоливши один з 4 загонів, які Темуджин відправив на допомогу кереїтам Ван-Хана. Останній боровся проти найманів. Мухалі та інші нойони — Боорчу, Борохул і Чілаун — завдали найманам на чолі із Коксеу-Сабрахом поразки у місцині Хуулан-хут.
1206 року після коронації Темуджина та прийняття ним імені Чингиз-хан, очолив 3-й тумен та ліве крило монгольського війська й отримав владу над східними мінґанами. 1211 року з початком війни проти чжурчженської держави Цзінь відіграв провідну роль у перемозі монголів в битві біля хребту Ехулін. 1212 року захопив місто Мічжоу.
З 1215 року діяв на північному сході імперії Цзінь. Того ж року захопив Дадінфу — північну столицю Цзінь. 1216 року переміг цзінського військовика Чжан-чжи, захопивши Ляосі (Ляодун).
У 1217 році зайнятий справами центрального улусу Чингісхан вирішив довірити всю повноту влади в Китаї Мухалі, якого призначив там своїм повноправним намісником — гованом (кит. 国王, «князь країни»). Наказом Чингісхана було проведено розмежування відповідальності: операції на північ від хребта Тайханшань залишалися за самим ханом, а на південь — були в компетенції Мухалі. Мухалі було виділено 23 тисячі регулярного монгольського війська, а також чжурчженський і киданський корпуси, загальною чисельністю в кілька десятків тисяч чоловік.
У вересні 1217 року Мухалі виступив у похід з основними силами проти держави Цзінь. Ним були захоплені Суйчен і Лічжоу, а до початку зими він узяв Таймінфу і повернув на схід, опанувавши значною частиною території провінції Шаньдун. Війська Цзінь були зайняті війною з Південною Сун на півдні країни. Багато місцевих начальників бажали встановлювати з монголами сепаратний мир, що полегшувало останнім закріплення на зайнятих землях. Монголи все більше привертали до складу своїх сил місцевих жителів, і формували з них цілі армії.
Восени 1218 року Мухалі виступив на Хедун, захопив Тайюань, Пінлян і Сіньчжоу. Восени 1219 року знову виступив у похід, і йому без особливого опору здавалися нові цзінські міста. Впертий опір чинило лише місто Цзянчжоу, яке було узяте штурмом, після чого монголи вирізали населення. Без значних підкріплень відступив у степ.
У 1220—1223 роках Мухалі щоосені виступав у похід на землі, що ще залишалися у владі імперії Цзінь. Бойові дії велися на території сучасних провінцій Шаньдун, Шаньсі і на півночі Шеньсі. З 1221 року базою для проникнення на західні і південно-західні території Цзінь Мухалі зробив район Яньані, перемігши перед тим в битві біля цього міста цзінаці на чолі із Хада. В цей же час на бік монголів стали переходити китайські сановники та військовики, яким Мухалі надав численні посади. Водночас було укладено договір з Південною Сун стосовно спільних дій проти Цзінь.
Помер у квітні або на початку травня 1223 року від хвороби під час облоги однієї з фортець.

## Родина
- Бол (1197—1228), гован
- Хантун-нойон